# Magie du Chaos
 (juillet 2014).
Améliorez-le ou discutez des points à vérifier. 
 (novembre 2021).
Si vous disposez d'ouvrages ou d'articles de référence ou si vous connaissez des sites web de qualité traitant du thème abordé ici, merci de compléter l'article en donnant les références utiles à sa vérifiabilité et en les liant à la section « Notes et références ».

La Chaosphère est la lampe magique de l'adepte.

La magie du Chaos (ou Chaos Magick) est une nouvelle forme de rituel et de magie, utilisant le saut de paradigmes des états d'inhibition ou d'excitation des états de la conscience, appelés « gnose », et comprenant de manière non limitative, la méditation, le chant, la danse, l'utilisation de drogues, la douleur ou l'orgasme. Les pratiquants soutiennent qu'ils peuvent modeler la réalité en utilisant cette forme de magie.

## Histoire
Austin Osman Spare (1886-1956), au départ issu de la tradition de la Golden Dawn, et de certains de ses surgeons tel l'O.T.O et l'Astrum Argentum d'Aleister Crowley (1875-1947), brise ses liens avec eux afin de travailler de manière indépendante. Il développe une théorie et des pratiques qui vont influencer, après sa mort, les Illuminates of Thanateros. Spécifiquement, Spare développe l'utilisation des sigils (sceaux), et des techniques impliquant des états d'extase (voir gnose ci-dessous). Spare est aussi un pionnier dans le développement des alphabets sacrés personnels. Il est également un artiste talentueux qui utilisait l'image dans sa technique magique. La majorité des récents travaux sur les sigils sont basés sur les travaux de Spare ; la construction d'une phrase détaillant l'intention magique, l'élimination des lettres doublons, et la recombinaison artistique des lettres restantes afin de constituer le sigil (sceaux). Bien qu'il ne soit pas à l'origine de ce terme, on peut considérer Spare comme le premier Magicien du Chaos.
Après la mort d'Aleister Crowley en 1947, la magie telle que pratiquée par la culture occulte en Angleterre tendait à devenir de plus en plus expérimentale, personnelle et de moins en moins liée à des Ordres Magiques. Les raisons peuvent se trouver dans la diffusion des anciens secrets concernant la Magie (tout particulièrement avec les œuvres de Crowley et d'Israel Regardie (1907-1985)), dans la magie non conventionnelle d'Austin Osman Spare, dans l'influence du Discordianisme, et de la popularité croissante de la Magie causée par le succès de la tradition de la Wicca et de l'utilisation des drogues psychédéliques.
Le terme de Chaos Magick est apparu pour la première fois dans le Liber Null de Peter Carroll (1953-), publié en 1978. Dans ce livre, Carroll formula plusieurs concepts sur la Magie qui différaient radicalement des « mystères magiques » de l'époque de Crowley. Les Magiciens qui s'alignent avec ses idées s'appellent eux-mêmes Chaotes ou Chaoïstes. 
Carroll fut également le cofondateur avec Ray Sherwin (1952-) du Pacte Magique des Illuminates of Thanateros (IOT, 1978), une organisation qui continue encore aujourd'hui ses recherches et le développement de la Chaos Magic(k).

## Le Saut de Paradigmes Magiques

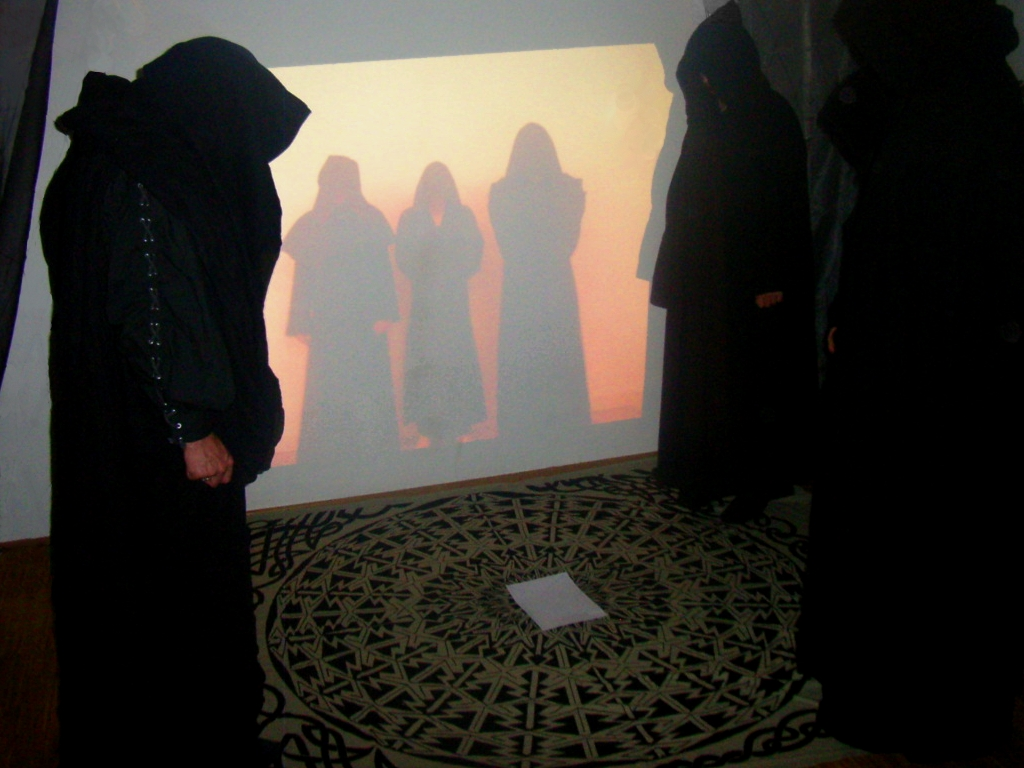
Un rite de Chaos Magick qui utilise la visioconférence.

Le concept du saut de paradigmes est sans doute la particularité principale de la Chaos Magick. Elle emprunta ce terme au philosophe Thomas Samuel Kuhn, et Carroll fit de la technique du changement de modèle de magie (ou paradigme) le concept majeur de la Magie du Chaos. Un exemple du saut de paradigme est de pratiquer un rite lovecraftien et dans le rituel suivant d'utiliser des techniques de magie runique. Ces deux paradigmes sont très différents, mais tant que le chaote en utilise un, il croit en lui sans réserve jusqu'à ignorer l'existence des autres paradigmes. Le saut de paradigme magique a depuis trouvé sa voie dans les œuvres magiques des pratiquants d'autres traditions, mais la Magie du Chaos reste le terrain où il est le plus utilisé et développé.
Le slogan principal de la Magie du Chaos est « Rien n'est vrai, tout est permis » attribué à Hassan-i-Sabbah et utilisé par Friedrich Nietzsche dans son Ainsi Parlait Zarathoustra. Tout comme le « Fais ce que tu veux sera le tout de la Loi » d'Aleister Crowley cette phrase est souvent mal interprétée dans son sens littéral. Cependant, « Rien n'est vrai, tout est permis » est interprété par les Magiciens du Chaos comme signifiant « il n'existe aucune vérité objective en dehors de nos perceptions ; par conséquent toutes choses sont vraies et possibles ».
L'idée est que la croyance est un outil qui peut être utilisé à volonté plutôt que de manière inconsciente. Certains chaotes pensent qu'adopter des croyances étranges est en soi une expérience qui vaut la peine d'être vécue et considèrent que la flexibilité de la croyance est une forme de liberté.

## L'état de Gnose
Un autre concept introduit par Carroll est l'état de gnose. Cet état est défini comme étant un état modifié de la conscience qui est nécessaire afin d'œuvrer dans la magie. 
L'état de gnose est atteint lorsque l'esprit d'une personne est concentré sur un objet, une pensée, un but et que toutes les autres pensées sont rejetées. Les chaotes développent leur propres méthodes afin d'atteindre cet état.

## Les Magiciens du Chaos
Les pratiquants de la Magie du Chaos essayent de rester hors toutes catégories, car pour eux, les points de vue, les théories, les croyances, les habitudes et même les personnalités sont des outils qui peuvent être choisis arbitrairement afin de comprendre ou de manipuler le monde qu'ils voient et créent autour d'eux.

## Symboles et dieux
La Magie du Chaos est unique au sein des traditions magiques dans le sens où elle ne pose aucun symbole ou dieu particulier. Ils préfèrent choisir les dieux et les symboles des diverses traditions existantes afin de les abandonner ensuite pour passer à d'autres systèmes. Il n'existe donc aucun dieu chaote particulier qui puisse être invoqué de manière uniforme par tous les chaotes du monde entier...
Selon le principe que tout peut avoir une signification et que tout peut avoir un pouvoir magique, les rituels de la Chaos Magick sont centrés autour de symboles aussi divers que la couleur octarine, ou Harpo Marx. Parfois, ils développent temporairement des cultes qui peuvent être compris comme des parodies des traditions magiques établies.
Certaines déités habituellement associées à la magie du Chaos sont : Tiamat, Eris, Loki, Rymrgand, ou encore Hundun (parfois retranscrit Hun Tun).
L'étoile chaote à huit pointes ou (chaosphère) dérive des nouvelles de fantasy de Michael Moorcock (1939-).

## Culture populaire

L'Étoile du Chaos, sigil populaire et courant de la magie du Chaos.

- La magie du Chaos se retrouve dans l'univers de Buffy contre les vampires.

- Dans les bandes dessinées de Marvel,Wanda Maximoff, Grant Morrison notamment a incorporé les théories de la magie du Chaos ainsi que leurs pratiques dans son périodique The Invisibles.

- Les univers de Warhammer et Warhammer 40000 sont très marqués par la présence du Chaos et de ses quatre dieux : Khorne, Tzeentch, Nurgle et Slaanesh. Leur symbole courant est d'ailleurs une Étoile du Chaos.

- L'Étoile et les thématiques du Chaos sont reprises dans les visuels, l'univers ainsi que les œuvres du célèbre auteur d'histoire audio et musicien français Pen Of Chaos (créateur du Donjon de Naheulbeuk et du groupe dérivé, le Naheulband).

- Le visuel du clip de la chanson Ugly Boy du groupe sud-africain Die Antwoord contient également des références à la magie chaotique, notamment l'Étoile du Chaos.